# Ouragan Gaston (2004)
Pour les articles homonymes, voir Cyclone tropical Gaston.
Gaston est le 7e cyclone de la Saison cyclonique 2004 et le 4e ouragan durant quelques heures. Il a ensuite traversé les Carolines et la Virginie avant de quitter vers le nord-est comme dépression des latitudes moyennes. La tempête a tué neuf personnes, huit d'entre elles directement, et a causé pour 130 millions $US (2004) de dommages. Gaston a produit des pluies torrentielles qui ont inondé Richmond, Virginie. Bien qu'à l'origine désigné seulement comme une tempête tropicale, Gaston fut reclassé comme un ouragan lors d'une analyse subséquente qu'une observation de vents maximums soutenus de 121 km/h (ouragan de catégorie 1) fut découverte.

## Évolution météorologique

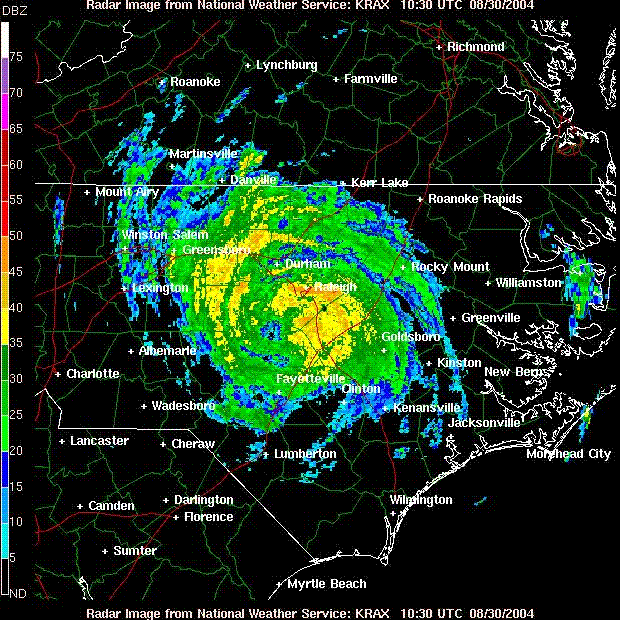
Image radar de Gaston traversant la Virginie.

Un front froid se détache des côtes sud-est des États-Unis le 22 août. Ce même front donnera naissance à Hermine deux jours plus tard, à plus d'un millier de kilomètres à l'Est.
À partir du 25 août se développe une zone de basse pression. La convection atmosphérique commence à se mettre en place, et acquiert dans la journée du 26 août un caractère organisé. La septième dépression tropicale nait le lendemain, vers 1200 UTC à 115 milles (215 kilomètres) au Sud-Est de Charleston, en Caroline du Sud. L'intensification de la dépression continue, favorisé par les eaux chaudes du Gulf Stream. Le 28 août vers 0600 UTC, la dépression devient une tempête tropicale, nommée Gaston. Son déplacement est d'abord très lent, puis accélère progressivement vers le Nord. L'organisation du système s'améliore et Gaston devient un ouragan le 29 août à 12h00 UTC environ. Il atteindra son maximum d'intensité au moment où il touchera terre, le 29 août à 1400 UTC.
Gaston a frappé en Caroline du Sud, son œil passant près d'Awendaw. Le 30 août à minuit, Gaston est rétrogradé en tempête tropicale, alors qu'il est encore au-dessus de la Caroline du Sud. Il traverse la Caroline du Nord et la Virginie, non sans déverser des torrents d'eau, en s'orientant au Nord-Nord-Est. Puis il repart en mer, s'intensifiant de nouveau et redevenant une tempête tropicale, passant au large de New York. Il perd ses caractéristiques tropicales au large de la Nouvelle-Écosse  et est absorbé dans un système extra-tropical beaucoup plus important, à 750 milles au Sud-Sud-Est de Reykjavik.

## Impact
| Pays/État | Décès | Disparus | Blessés |
| --------- | ----- | -------- | ------- |
| Virginie  | 8     | -        | -       |

Bien que Gaston n'est pas atteint des sommets d'intensité, il a provoqué de nombreux dégâts. En effet, les cyclones tuent plus sûrement par l'eau (précipitations, vagues, élévation du niveau de la mer) que par le vent, qui ne représente une réelle menace que lorsqu'il dépasse les 180 km/h. Les inondations et glissements de terrain qui en découlent ont provoqué 130 millions de dollars de dégâts. Richmond a particulièrement été touché.

### Caroline du Sud
Le 29 août, Gaston a touché terre près Bulls Bay, avec des vents maximums soutenus de 110 km/h). À l'Isle of Palms, une rafale de 130 km/h) fut rapportée par un observateur volontaire. Dans l'ensemble, les dommages en Caroline du Sud atteignirent plus de 40 millions $US et plus de 150 000 clients furent privés d'électricité.
La plus forte pluie est tombée dans les comtés de Williamsburg, Florence et de Darlington, où des quantités de précipitations ont varié de 130 à plus de 250 mm. Cela a entraîné des crues soudaines, allant jusqu'à 1,5 m dans certains cas, qui submergèrent plusieurs routes. La rivière Lumber a atteint un niveau record de près de 2,4 m au-dessus du niveau d'inondation, forçant l'évacuation de nombreuses maisons et provoquant l'inondation de terres agricoles. Dans le comté de Berkeley, 20 structures furent gravement endommagées ou détruites par la montée des eaux, et des dizaines d'autres structures subirent des dommages d'inondations mineures.
L'onde de tempête sur la côte varia de 1,2 à 1,4 m à Bulls Bay. Les dégâts par le vent se confinent surtout dans le nord du comté de Charleston et celui de Berkeley avec des arbres abattus et la destruction de huit maisons. Au total, plus de 3 000 structures ont subi des dégâts allant de mineurs à importants et des arbres sont tombés sur plusieurs véhicules. Une tornade F1 fut également signalée dans le comté de Marlboro.

### Caroline du Nord
Gaston a traversé la Caroline du Nord en tant que dépression tropicale tôt le 30 août, produisant jusqu'à 155 mm) de pluie à Red Springs. Les rafales de vent soufflèrent jusqu'à 72 km/h) à l'aéroport Laurinburg-Maxton et la station aérienne de la Garde côtière d'Elizabeth City rapporta des rafales de 63 km/h). Ces vents privèrent d'électricité 6 500 clients en brisant les lignes de transport Dans les comtés de Chatham et du Johnston de nombreux arbres furent abattus et un arbre tombé a atterri sur un bureau de poste, infligeant des dégâts à son toit et son porche arrière.
À Raleigh, le ruisseau Marsh a débordé, inondant plusieurs camions et causant la fermeture de nombreux accès à l'Interstate 40. Les précipitations persistantes sur les pentes orientales des montagnes Blue Ridge causèrent le gonflement rapide de la rivière près de Linville, inondant un pont. Beaucoup d'autres petites criques et rivières débordèrent ce qui a forcé des évacuations des rives aux petites heures du matin. À Selma, 150 à 300 mm) d'eau furent rapportés sur l'Interstate 95 et une tornade endommagea plusieurs maisons dans le comté de Hoke.

### Virginie

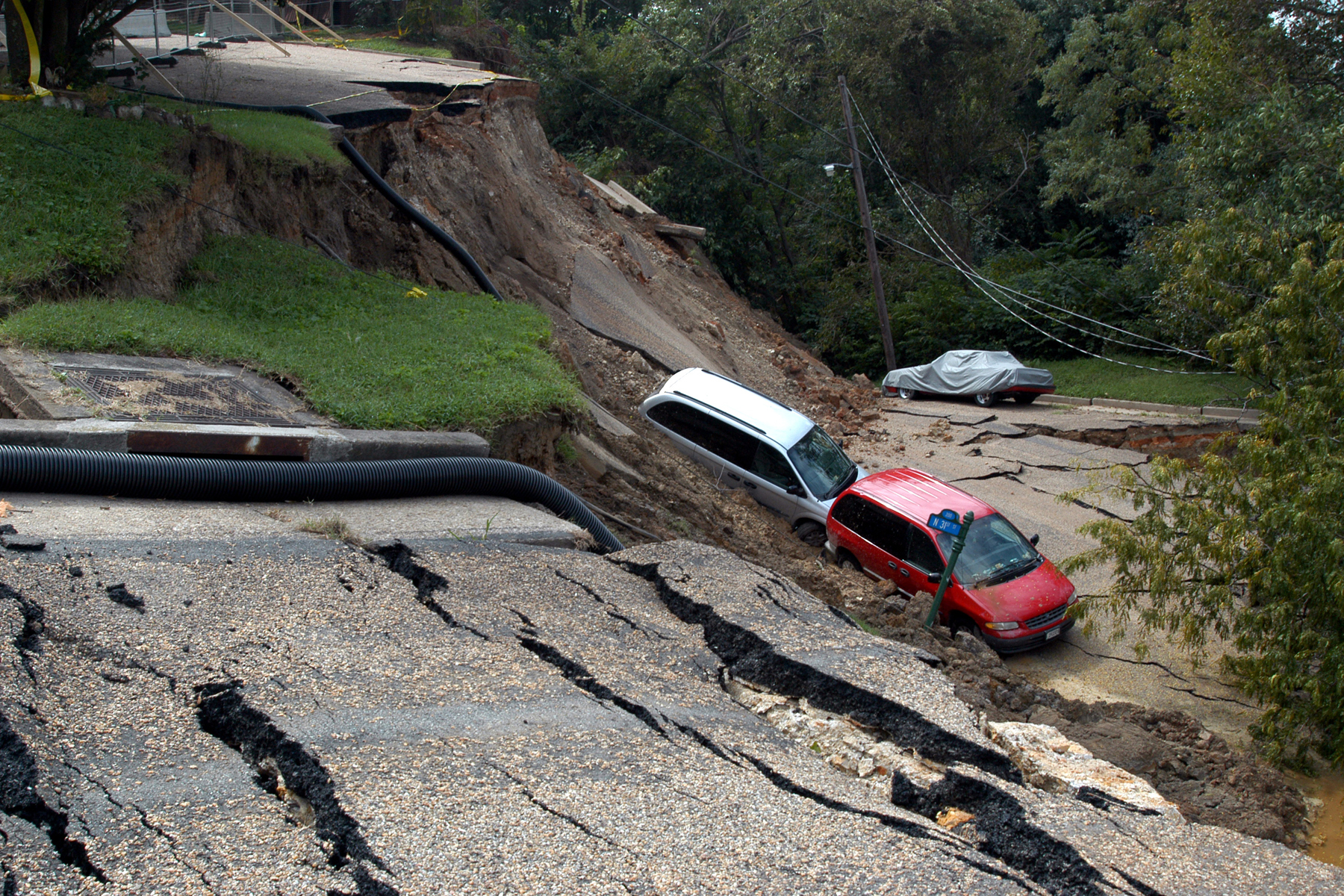
Section de Grace Street, à Richmond, emportée par le flot.

Alors que la tempête passait à travers la Virginie, elle s'est renforcée en tournant vers le nord ce qui a conduit à des quantités exceptionnelles de pluie, culminant à 320 mm sur la capitale Richmond. Il y avait aussi de nombreux rapports de précipitations de plus de 250 mm, principalement dans la partie centrale de l’État. Au total, les dommages causés par les inondations À Richmond totalisèrent plus de 20 millions $US et neuf personnes furent tuées, dont huit directement.
Les fortes précipitations provoquèrent des dégâts allant de modérés à sévères à Chesterfield, Dinwiddie, Hanovre, Henrico et dans le comté de Prince George où 350 foyers et 230 entreprises furent endommagés ou détruits. De nombreuses routes furent fermées en raison de la montée des eaux. Le lieu le plus lourdement touché fut le centre-ville de Richmond, où 20 blocs de la ville furent sous l'eau. Dans le quartier historique, un bâtiment en briques s'est effondré et des dizaines d'autres structures subirent des dommages alors que l'eau atteignit 3,0 m à certains endroits,.
Les eaux déferlant dans les rues emportèrent les véhicules et les écrasèrent dans les bâtiments dans certaines parties de la ville. Plus de 120 rues et routes furent fermées au sein de Richmond, et dans sa région, dont le tronçon de l'autoroute 95 dans la ville,. Le long du fleuve James, des sauvetages en eaux vives furent nécessaires pour tirer des gens bloqués de leurs voitures. En outre, au moins 1 000 personnes furent chassées de chez elles. Au champ de bataille national de Richmond, 30 cm d'eau stagnante firent 32 500 $US de dommages.
Gaston causa de 19 tornades dans l'État, la plupart de faible intensité, se classant souvent F0 ou F1 sur l'échelle de Fujita. Les dommages causés furent surtout mineurs, limités à des arbres tombés et des dommages structuraux légers.

### Canada
Le 30 août, Gaston passa bien au sud de la côte de la Nouvelle-Écosse et laissa 72 mm sur l'île de Sable en quelques heures mais seulement de faibles pluies ailleurs.